# Ялъкьой (вилает Истанбул)
Ялъкьой, още Аскос или Подима (на турски: Yalıköy; на гръцки: Ασκός), е село в европейската част (Източна Тракия) на Турция, околия Чаталджа, вилает Истанбул.

## География
Селото е разположено на Черноморското крайбрежие, на 35 km северно от Цариград и западно от град Истанбул.

## История
В началото на 20 век Аскос е гръцко село. В 1914 година населението му се изселва в Гърция и отчасти е заселено в лъгадинските села Яникия, прекръстено в 1927 година на Аскос и Граничево.
Селото получава турското име Ялъкьой.